# Juan Fernando Calderón de la Barca
Juan Fernando Calderón de la Barca y Velarde (San Vicente de la Barquera, ? - Lima, 27 de diciembre de 1718), magistrado y funcionario colonial español. Establecido en el Virreinato del Perú, ejerció altos cargos judiciales y administrativos, siendo además conde consorte de Santa Ana de las Torres.

## Biografía
Sus padres fueron Fernando Calderón de la Barca, señor de la Casa de Calderón de San Vicente, y Catalina Teresa Velarde y Calderón de la Barca, señora de la Casa de la Barca. Hizo sus estudios en el Colegio Mayor de Oviedo (Salamanca), donde obtuvo el grado de Licenciado en Leyes. 
Investido con el hábito de la Orden de Calatrava, fue nombrado alcalde del crimen de la Real Audiencia de Lima (1690), pasó al Perú a ocupar su cargo. Posteriormente, el virrey Conde de la Monclova lo designó corregidor del Cuzco (1696). Según sus instrucciones, debía dar cumplimiento a la erección de la Casa de la Moneda y al efecto escogió un área adecuada con frente a la Plaza del Regocijo; ordenó trazar los planos, obtuvo un presupuesto de las obras respectivas y concertó un préstamo con varios regidores que esperaban ser retribuidos con los oficios que originara el establecimiento.
A su retorno a Lima, le llegó noticia de su traslado a la Chancillería de Valladolid en calidad de oidor, pero declinó aceptarla y continuó con sus funciones (1700). En dicha ciudad, contrajo matrimonio con la dama charqueña Josefa Marcelina de Ceballos Ribera y Dávalos, II condesa de Santa Ana de las Torres, sin sucesión (1710). Finalmente fue promovido a oidor de la Audiencia limeña (1711), donde falleció.
| Predecesor: Luis José César Scazuola | Corregidor del Cuzco 1696 - 1699 | Sucesor: José de la Torre Vela |